# Castres-Gironde
Castres-Gironde là một xã trong tỉnh Gironde, thuộc vùng Nouvelle-Aquitaine của nước Pháp, có dân số là 1512 người (thời điểm 1999). Xã nằm trong näheren vùng đô thị của thành phố Bordeaux.